# Молодіжна збірна Буркіна-Фасо з футболу
Молодіжна збірна Буркіна-Фасо з футболу — національна молодіжна футбольна збірна Буркіна-Фасо, що складається із гравців віком до 20 років. Вважається основним джерелом кадрів для підсилення складу основної збірної Буркіна-Фасо. Керівництво командою здійснює Федерація футболу Буркіна-Фасо.
Команда має право участі у Молодіжному чемпіонаті Африки, у випадку успішного виступу на якому може кваліфікуватися на молодіжний чемпіонат світу до 20 років. Також може брати участь у товариських і регіональних змаганнях.